# 高岡修

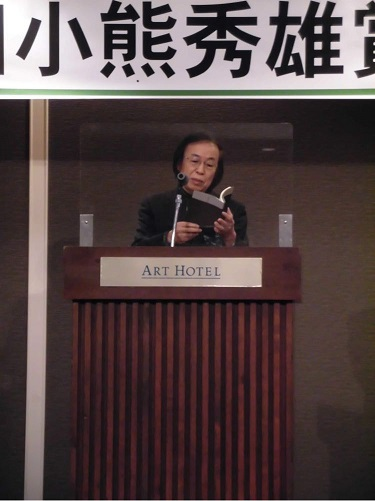
小熊秀雄賞贈呈式にて撮影

高岡 修（たかおか おさむ、1948年9月17日 - ）は、日本の詩人、俳人。十代の頃より詩・俳句・小説を書き始める。昭和43年（1968年）現代俳句誌「形象」に参加、最年少同人となり、前原東作、前原誠、岩尾美義に師事。のち同誌の主幹に就任。詩集に『犀』『蟻』など20冊、句集に『剝製師』など9冊。南日本文学賞・土井晩翠賞・小熊秀雄賞・現代俳句評論賞・現代俳句協会賞などを受賞。文庫に『高岡修詩集』（思潮社版現代詩文庫）、『高岡修句集』（ふらんす堂版現代俳句文庫）。思潮社の現代詩文庫とふらんす堂の現代俳句文庫の両方にその名を冠する、唯一の存在である（2021年10月現在）。現代俳句誌「形象」主幹。出版社ジャプランを経営。

## 評価
藤沢周（小説家）は高岡修の俳句をこう評している。「高岡修が死をもたらそうとしているのは、明るみにある安穏とした既存の言語体系に編み込まれたすべてのもの、と、まずはいえるだろう。近現代の言語は、「死」すらもが鉤括弧にくくられ、夥しい指紋に汚れたイメージしかないではないか。「死」といい、「彼岸」といい、すでに名づけられた上での「死」「 彼岸」に寄りかかる認識自体に、俳人は殺意を覚えるのである。その凄まじい句業は、言語世界へのテロルとも呼びたくなるほど激越、かつ革命的でもあるのだ。」（「殺界―俳句という殺人―高岡修論」『高岡修句集』（現代俳句文庫76 ふらんす堂）より）
城戸朱理（詩人）は高岡修の詩をこう評している。「ふつう、日本語によるシュルレアリスティックな詩とは、非日常的で、どちらかと言えば生硬な語彙を用いて、語と語の衝突から新たなイメージを立ち上らせるものがもっぱらだが、高岡修においては、一見したところ、平明なセンテンスが立ち上げるイメージと意味が、つづくセンテンスによって異化され、新たなイメージと意味を生じさせる独自の方法がとられている。おそらく、その詩は、和合亮一の意味のねじれから新たなイメージを立ち上げるというダイナミックな詩法と並んで、日本語における最良のシュルレアリスムの達成と呼ぶことができるだろう。」（「孤独が貫くもの」『高岡修詩集』（現代詩文庫190 思潮社）より）

## 来歴
- 1948年9月17日 - 愛媛県宇和島市生まれ
- 1962年 - 鹿児島市に移住
- 1965年 - 国立鹿児島工業高等専門学校電気工学科に第2期生として入学 在学中より詩・俳句・小説を書き始める
- 1968年 - 現代俳句誌「形象」に参加 前原東作・前原誠・岩尾美義に師事
- 1970年 - 国立鹿児島工業高等専門学校電気工学科中退
- 1990年 - 第18回南日本文学賞受賞 （詩集『二十項目の分類のためのエスキス・ほか』）
- 1991年 - 「形象」復刊とともに編集長に就任
- 1994年 - 前原東作死去とともに「形象」主幹に就任
- 2001年 - 第27回南日本出版文化賞受賞 （『現代 鹿児島短歌大系』の編纂により）
- 2005年 - 第46回土井晩翠賞受賞（詩集『犀』）
- 2007年 - 第27回現代俳句評論賞受賞 「蝶の系譜－言語の変容にみるもうひとつの現代俳句史－」
- 2008年9月17日 - 南泉院（鹿児島市花尾町）にて還暦逆修生前葬を行う 法名・詩岳修道居士
- 2009年 - 現代俳句評論賞選考委員に就任 （2014年まで）
- 2012年 - 現代俳句協会理事に就任
- 2016年 - 第71回現代俳句協会賞受賞（句集『水の蝶』）
- 2018年 - 現代俳句協会賞選考委員に就任[7]
- 2021年 - 第54回小熊秀雄賞を受賞（詩集『蟻』）。「いつの頃からか「蟻」をテーマにした詩集を書きたいと思っていた。」「20冊は詩集を出したいと思っていた私にとって、結局、『蟻』は19冊目の詩集となった。ぎりぎりのところで目的を果たした」とコメントしている。[8]

## 著書
詩　集
『晩餐図』（86年）
『水の木』（87年）
『紙の空』（88年）
『二十項目の分類のためのエスキス・ほか』（89年）
『死とメルヘン』（91年）
『鏡』（93年）
『梨花の時間』（01年）
『梨果の時間１』（03年）
『犀』（04年）
『屍姦の都市論』（05年）
『蛇』（06年）
『火曲』（09年）
『幻語空間』（10年）
『季語生成』（12年）
『月光博物館』（13年）
『火口の鳥』（14年）
『胎児』（16年）
『原始の人』（18年）
『蟻』（20年）
『一行詩』（21年）
『微笑販売機』（23年）
全詩集『高岡修全詩集1969～2003』（03年）
文　庫
思潮社版現代詩文庫『高岡修詩集』（08年）
ふらんす堂版現代俳句文庫『高岡修句集』（14年）
句　集
『幻象学』（02年）
『蝶の髪』（06年）
『透死図法』（08年）
『高岡修句集』（10年）
『果てるまで』（12年）
『水の蝶』（15年）
『剝製師』（19年）
『凍滝』（20年）
『蝶瞰図』（22年）
『蟻地獄』（23年）
評論集
『死者の鏡－新純粋俳句論のための手紙－』（11年）
編　著
『新編知覧特別攻撃隊』（09年）
小　説
『虚無のみる夢　-新虚無僧伝-』（15年）
監　修
『西郷隆夫の「一点」で囲む』（18年）

## 映像作品
「EDGE 　死して　また生きるということ　高岡修の詩闘」
　2008年10月25日　PLANNER/SUPERVISOR：城戸朱理　　
　語り：青野武　　CAMERA：新垣直哉　　VIDEO ENGINEER：白川淳
　CA：清水正俊　　EDITOR：西村康弘　　AUDIO MIXER：吉田一明　　
　SOUND EFFECTS：小堀貴史　　AD：松田知子　　
　PRODUCER：寺島髙幸/清田素嗣・設楽実　　DIRECTOR：甲斐健一郎

## 所属団体
鹿児島県詩人協会会長・鹿児島県現代俳句協会会長・現代俳句協会理事・日本現代詩人会会員・日本文芸家協会会員。
現代俳句誌「形象」主幹